# Egon Milder
Egon Milder (* 22. April 1942; † 18. Oktober 1975 in Luzern) war ein deutscher Fußballspieler und -trainer. Von 1965 bis 1969 kam er als Aktiver von Borussia Mönchengladbach auf 123 Einsätze in der Fußball-Bundesliga und erzielte dabei elf Tore.

## Laufbahn
Egon Milder kam über die Ausbildungsstation SuS Kaiserau – dort spielte er für die Westfalenauswahl wie auch in der Jugendauswahl von Westdeutschland – zur Runde 1962/63 zum VfL Bochum. Die Mannschaft von der Castroper Straße spielte im letzten Jahr des alten erstklassigen Oberligasystems in der 2. Liga West. Milder absolvierte unter Trainer Hermann Lindemann an der Seite der Mitspieler Werner Jablonski und Walter Zastrau 23 Ligaspiele und erzielte dabei drei Tore. Bochum belegte den 14. Platz und war somit nicht zur Runde 1963/64 für die neue Zweitklassigkeit der Fußball-Regionalliga West nominiert. Durch seinen neuen Vertrag in Mönchengladbach zur Runde 1963/64 zog er an den Niederrhein und spielte mit der Bökelberg-Elf in der Regionalliga.
Sein erstes Spiel in der neuen Liga bestritt der excellente Techniker, der sich gut am Ball behaupten und seine Mitspieler einsetzen konnte, am 8. September 1963 unter Trainer Fritz Langner. Es war der sechste Spieltag und die Borussia verlor mit 1:2 Toren bei Fortuna Düsseldorf. Das Startresultat mit 5:11 Punkten aus den ersten acht Spielen verhinderte das Eingreifen um den Kampf um die Spitzenplätze. An der Seite der Mitspieler Karl-Heinz Mülhausen, Günter Netzer, Heinz Lowin und Heinz Crawatzo kam der Neuzugang aus Bochum auf 29 Ligaeinsätze (1 Tor) und Mönchengladbach belegte den achten Rang. Als Trainer Hennes Weisweiler 1964/65 seinen Vorgänger Fritz Langner – dieser zog den FC Schalke 04 in der Fußball-Bundesliga den Borussen vor – ablöste, setzte Weisweiler Milder auf der Liberoposition ein, da er als Spielmacher auf Günter Netzer setzte.
Als der "Fohlen-Elf" überraschend der Titelgewinn 1965 glückte, hatte Milder 31 Ligaspiele mit sieben Toren für den Meister bestritten. In die Meisterrunde startete Gladbach am 9. August 1964 mit einem 4:2-Heimsieg gegen Bayer Leverkusen. Weisweiler formierte dabei die VfL-Defensive mit Torhüter Manfred Orzessek; als Verteidigerpaar traten Albert Jansen und Arno Ernst an; in der Läuferreihe agierten Milder, Walter Wimmer und Heinz Lowin. Am 31. Januar 1965 zeichnete sich Milder beim 7:1-Erfolg gegen STV Horst-Emscher als dreifacher Torschütze aus. Er vertrat dabei den verletzten Spielmacher Netzer auf Halblinks. In der Aufstiegsrunde absolvierte er gegen die Rivalen SSV Reutlingen, Holstein Kiel und Wormatia Worms fünf Spiele und erzielte ein Tor zum Aufstieg in die Bundesliga. Er entschied das zweite Spiel am 5. Juni mit einem Kopfball in der 90. Minute gegen Holstein Kiel, das die "Fohlen" dadurch mit 1:0 Toren entscheiden konnten. In der Regionalliga West wird er insgesamt von 1963 bis 1965 mit 60 Spielen und acht Toren notiert.
Am vierten Spieltag der Runde 1965/66 debütierte Milder in der Bundesliga. Am 4. September 1965 reichte es für Gladbach zu einem 0:0-Remis beim FC Schalke 04. In vier Runden Bundesliga gehörte Egon Milder dann von 1965 bis 1969 der Stammbesetzung von Gladbach an und rangierte in den Runden 1967/68 und 1968/69 jeweils mit der Borussia auf dem dritten Rang. In den drei Runden 1966/67 bis 1968/69 fehlte er nur an einem Bundesligaspieltag. Milder gehörte auch den BMG-Teams an, die durch besonders torreiche Siege gegen den FC Schalke 04 (11:0), 1. FC Kaiserslautern (8:2) und Borussia Neunkirchen (10:0) in den Runden 1966/67 (Schalke 04) und 1967/68 (Kaiserslautern, Neunkirchen) besondere Marken in der Bundesliga setzten. Sein letzter Bundesligaauftritt gestaltete sich spektakulär: Am 34. Spieltag der Runde 1968/69 trat Mönchengladbach bei Werder Bremen an und es entwickelte sich ein Torfestival, welches der Gastgeber mit drei Treffern des Ex-Borussen Bernd Rupp mit 6:5 Toren für sich entscheiden konnte. Den 5:6 Anschlusstreffer erzielte Milder in der 82. Minute durch einen verwandelten Foulelfmeter. Im Sommer 1969 – Weisweiler verstärkte die Defensive seiner Mannschaft mit Ludwig Müller und Klaus-Dieter Sieloff – wechselte er in die Schweiz zum FC Luzern. In seinem ersten Jahr in Luzern erreichte er mit seiner neuen Mannschaft die Vizemeisterschaft in der Nationalliga B und damit den Aufstieg in die NLA. Später war er Spielertrainer beim SC Kriens. Er starb im Oktober 1975 an einem Gehirntumor im Luzerner Kantonsspital.
Am 27. Februar 1965 gewann die damals noch in der zweiten Liga spielende Borussia ein Spiel gegen die österreichische Nationalmannschaft mit 3:2. Es war das erste Spiel der Borussia gegen eine Nationalmannschaft und wurde durch ein Tor von Egon Milder entschieden. Am 13. August 1968 führte er als Borussen-Kapitän seine Mannschaft auf den Rasen zu einem 4:1-Erfolg gegen Japan.